# Brusselse gewestverkiezingen 2009/Kandidatenlijst/Open Vld
Dit is de kandidatenlijst van Open Vld voor de Brusselse gewestverkiezingen van 2009. De verkozenen staan vetgedrukt.

## Effectieven
1. Guy Vanhengel
2. Carla Dejonghe
3. Jean-Luc Vanraes
4. Els Ampe
5. René Coppens
6. Ethel Savelkoul
7. Dominique De Backer
8. Brigitte Gooris
9. Jan Gypers
10. Mady Novalet-Van Vooren
11. Gert Van der Eeken
12. Karine Molineaux-Loobuyck
13. Hakan Esen
14. Quentin van den Hove d'Ertsenryck
15. Hilde Steegen-De Vos
16. Martine Raets
17. Ariane De Croo

### Opvolgers
1. Els Ampe
2. Jean-Luc Vanraes
3. René Coppens
4. Herman Mennekens
5. Valérie Libert
6. Mireille De Winter-Corteville
7. Vanessa Pascucci
8. Lionel Bajart
9. Annik Haegeman
10. Sofie Temmerman
11. Daisy Naeyaert
12. Jean Boole Ekumbaki
13. Laurent Van Der Elst
14. Cedric Vloemans
15. Julien Meganck
16. Annemie Neyts